# Montastrea valenciennesi
Montastrea valenciennesi là một loài san hô trong họ Faviidae. Loài này được Milne Edwards and Haime mô tả khoa học năm 1848.